# Il vassallo di Szigeth
Il vassallo di Szigeth è un'opera di Antonio Smareglia su libretto di Luigi Illica e Francesco Pozza. 
Fu rappresentata per la prima volta alla Hofoper (Staatsoper) di Vienna il 4 ottobre 1889, su una traduzione tedesca (Der Vasall von Szigeth) di Max Kalbeck. Altre fonti riportano il 18 giugno come possibile data della prima rappresentazione. Tuttavia la data del 4 ottobre pare corretta perché essendo l'onomastico imperiale era la giornata inaugurale della stagione lirica, e infatti In occasione della première (assistette l'imperatore austriaco Francesco Giuseppe. L'opera venne giudicata «molto drammatica e bene istrumentata»; il lavoro fu apprezzato da Johannes Brahms. La prima rappresentazione in lingua italiana ebbe luogo al Teatro Ciscutti di Pola il 4 ottobre 1930.

## Interpreti della prima rappresentazione
| Personaggio | Interprete         |
| ----------- | ------------------ |
| Andor       | Ernest Van Dyck    |
| Milos       | Karl Marcel Sommer |
| Naja        | Bertha Ehnn        |

Direttore: Hans Richter.

Regia: Wilhelm Jahn.

Scenografia: Anton Brioschi.

## Trama
L'azione ha luogo in Ungheria nel 1200.
Andor e Milos, fratelli e figli dell'antico signore di Szigeth, sono entrambi innamorati di Naja. Gli intrighi del perfido vassallo Rolf causeranno la morte di Naja, avvelenata, e di Andor, ucciso dal fratello.

## Discografia
- L'ouverture e musiche da balletto si trovano in: Antonio Smareglia: Ouvertures e Intermezzi; direttore Silvano Frontalini, Orchestra Sinfonica Lituana di Vilnius; Bongiovanni GB2142 (1982).